# الجزر المسحورة
الجزر المسحورة (بالإنكليزية: The Encantadas، أو Enchanted Isles)، رواية قصيرة كتبها المؤلف الأمريكي هيرمان ميلفيل، ونُشرت لأول مرة في مجلة بوتنام عام 1854، وتألفت من عشرة مشاهد فلسفية عن الجزر المسحورة، أو جزر غالاباغوس، وقد جُمعت في روايات بيازا عام 1856، وقد نالت الجزر المسحورة استحسان النقاد، وتضمنت بعضاً من نثر ميلفيل الأكثر تميزاً.

## الحبكة
يوحّد راوٍ مجهول المشاهد العشرة المتباينة، والتي يبدأ كل منها ببضعة أسطر من الشعر المستقى غالباً من ملكة الجن لإدموند سبنسر، وتمتلئ جميع القصص بالرمزية التي تعزز من قساوة الحياة على الجزر المسحورة، فيتضمن المشهد الأول توصيفاً للجزر، فبالرغم من أنها «الجزر المسحورة» في الحقيقة، يصورها ميلفيل على أنها مهجورة ومجهولة، أما المشهد الثاني فهو تأمل في مقابلة الراوي سلاحف الغالاباغوس القديمة، بينما يتعلق المشهد الثالث برحلة الراوي إلى أعلى البرج الضخم المسمى روك رودوندو، من جهة أخرى يفصّل المشهد الرابع تأملات الراوي من أعلى البرج، وتذكره اكتشاف خوان فيرنانديز للجزر بمحض الصدفة، أما الخامس فيصف لقاء يو إس إس إيسيكس مع سفينة شبحية بريطانية بالقرب من المنطقة خلال حرب عام 1812.
تروي المشاهد من السادس وحتى التاسع قصص جزر فردية، فيصف السادس جزيرة بارينغتون، التي كانت موطناً ذات مرة لمجموعة من القراصنة، ويحمل المشهد السابع عنوان «جزيرة تشارلز والملك الكلب»، ويتحدث عن هذه الجزيرة التي كانت في السابق موقعاً لمستعمرة يحكمها جندي كان قد حصل على هذه الجزيرة مقابل دوره في حرب الاستقلال في البيرو، وقد حافظ على نظام مجموعته من الكلاب الهجومية الشرسة، ولكن المستعمرين نفوه في النهاية وتدهوروا لمستويات أسوأ من الفوضى.
يُعتبر المشهد الثامن، «جزيرة نورفولك والأرملة التشولا»، أحد أكثر أجزاء الرواية المحتفى بها، فبطريقة مشابهة لإنقاذ خوانا ماريا، «المرأة الوحيدة في جزيرة سان نيكولاس» في كاليفورنيا، والتي كانت قد أُنقذت قبل عام فقط من نشر «الجزر المسحورة»، يصف الراوي كيف وجدت سفينته امرأة كانت تعيش لوحدها على جزيرة نورفولك منذ سنوات، إذ كانت هونيلا، وهي تشولا (خلاسية) من بايتا في بيرو، قد قدمت للجزيرة مع زوجها حديثاً وشقيقها لاصطياد السلاحف، وقد وعدهم القبطان الفرنسي الذي أوصلهم بأن يعود إليهم، ولكنه لم يفعل قط، وذات يوم بنى الزوج والأخ طوفاً ليذهبوا للصيد، ولكنهما اصطدما بشعب مرجانية وغرقا، فعاشت هونيلا بمفردها تماماً على الجزيرة حتى قدوم سفينة الراوي، باستثناء مرة واحدة قابلت فيها صائدي حيتان (وما حدث حينها كان فظيعاً لدرجة أن أياً من هونيلا أو الراوي لم يتحدث عنه)، تأثر البحارة كثيراً بقصة هونيلا، فأعادوها إلى البلاد وأعطوها كل المال الذي استطاعوا توفيره بصعوبة، ويذكر الراوي آخر مرة يراها فيها راكبةً على ظهر حمار ومتوجهة لمسقط رأسها، وهو مشهد يثير بقوة سفر المسيح للقدس في إنجيل يوحنا 12:12-20.
يروي المشهد التاسع، «جزيرة هود والناسك أوبلروس»، قصة أوبلروس، وهو بحار سابق يستقر في جزيرة هود ويقبض في النهاية على أربعة رجال يجعلهم عبيداً له، فيأخذ بقتل المارة والاستحواذ على ممتلكاتهم إلى أن يقوده سلوكه للاصطدام مع السلطات، أما المشهد العاشر، «الهاربون، المنبوذون، المنعزلون، شهود القبور، إلخ»، فيتضمن وصف الراوي للجوانب البشرية للحياة على الجزر المسحورة، والآثار التي خلفها سكانها السابقون.